# Верона (Північна Дакота)
Верона (англ. Verona) — місто (англ. city) в США, в окрузі Ламур штату Північна Дакота. Населення — 59 осіб (2020).

## Географія
Верона розташована за координатами 46°21′58″ пн. ш. 98°4′17″ зх. д. / 46.36611° пн. ш. 98.07139° зх. д. (46.366041, -98.071356).  За даними Бюро перепису населення США в 2010 році місто мало площу 0,65 км², уся площа — суходіл.

## Демографія
Згідно з переписом 2010 року, у місті мешкало 85 осіб у 38 домогосподарствах у складі 23 родин. Густота населення становила 131 особа/км².  Було 47 помешкань (72/км²).
Расовий склад населення:
| - 97,6 % — білих - 1,2 % — корінних американців |

До двох чи більше рас належало 1,2 %. Частка іспаномовних становила 0,0 % від усіх жителів.
За віковим діапазоном населення розподілялося таким чином: 20,0 % — особи молодші 18 років, 57,6 % — особи у віці 18—64 років, 22,4 % — особи у віці 65 років та старші. Медіана віку мешканця становила 45,5 року. На 100 осіб жіночої статі у місті припадало 112,5 чоловіків;  на 100 жінок у віці від 18 років та старших — 100,0 чоловіків також старших 18 років.
Середній дохід на одне домашнє господарство  становив 46 405 доларів США (медіана — 37 500), а середній дохід на одну сім'ю — 58 347 доларів (медіана — 34 375). За межею бідності перебувало 14,1 % осіб, у тому числі 0,0 % дітей у віці до 18 років та 20,0 % осіб у віці 65 років та старших.
Цивільне працевлаштоване населення становило 45 осіб. Основні галузі зайнятості: роздрібна торгівля — 26,7 %, освіта, охорона здоров'я та соціальна допомога — 15,6 %, виробництво — 13,3 %, оптова торгівля — 11,1 %.